# هلنا روژیچکووا
هلنا روژیچکووا (چکی: Helena Růžičková؛ ۱۳ ژوئن ۱۹۳۶ – ۴ ژانویهٔ ۲۰۰۴) هنرپیشه و نویسنده اهل جمهوری چک بود.
از فیلم‌ها یا مجموعه‌های تلویزیونی که وی در آن‌ها نقش داشته است می‌توان به شاهدخت یاسننکا و کفاش پرنده، آفتاب، علف، تن‌کامگی و آخرین داوری اشاره نمود.